# Kerben (Kirghizistan)
Pour les articles homonymes, voir Kerben.
Kerben (en kirghize : Кербен, anciennement: Karavan) est une ville de la province de Jalal-Abad, dans l'ouest du Kirghizistan. Sa population s'élevait à 14 141 habitants en 2009.

## Administration
Cette ville est le siège administratif du district d'Asky.

## Population
Recensements (*) ou estimations de la population  :
| 1979* | 1989*  | 2000*  | 2010*  | 2013   |
| ----- | ------ | ------ | ------ | ------ |
| 9 713 | 11 649 | 13 929 | 14 141 | 15 400 |

## Source
- (en) Cet article est partiellement ou en totalité issu de l’article de Wikipédia en anglais intitulé « Kerben, Kyrgyzstan » (voir la liste des auteurs).